# Tweede Vrede van Thorn

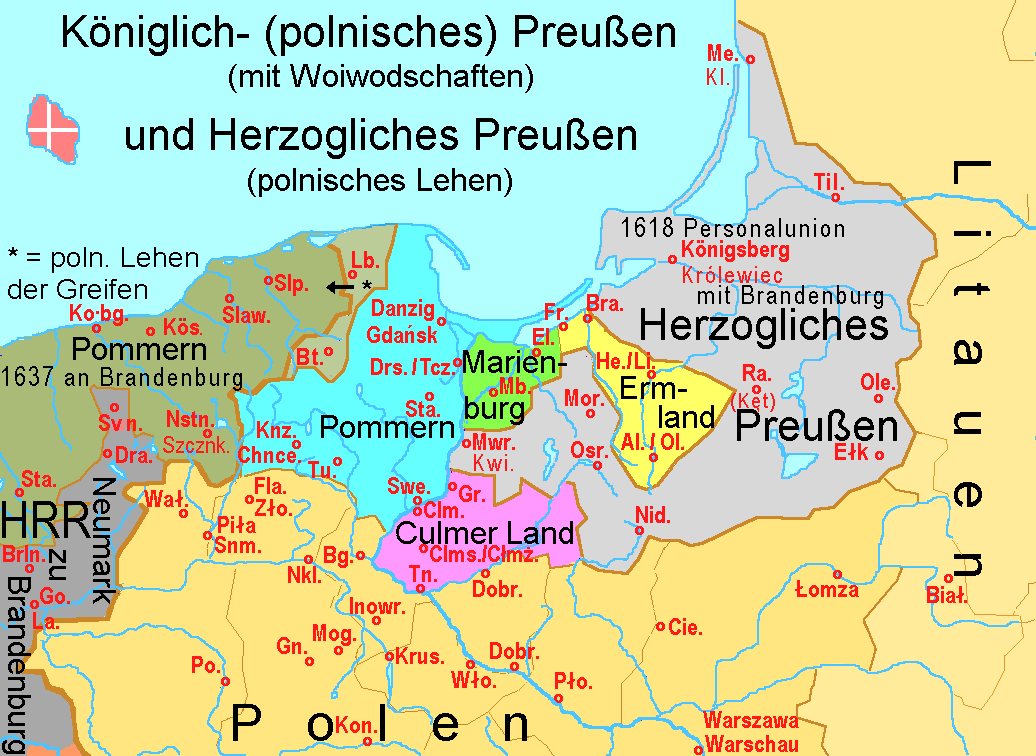
Kaart van de Pruisische landsdelen vanaf 1525

De Tweede Vrede van Thorn werd getekend te Thorn (Toruń) op 19 oktober 1466 tussen de Duitse Orde en Polen waarmee een einde kwam aan de Dertienjarige Oorlog (1454-1466).
In deze oorlog verloor de Duitse Orde Ermland, Pommerellen en het Kulmerland met Danzig (Gdańsk) en Mariënburg (Malbork) aan Polen, en de grootmeester van de Duitse Orde moest de eed van trouw aan Polen afleggen.